# Allotria (Film)
Allotria ist der Titel eines deutschen Spielfilms von 1936 in Gestalt einer Screwball Comedy. Unter der Regie von Willi Forst spielen Renate Müller, Jenny Jugo, Adolf Wohlbrück und Heinz Rühmann die Hauptrollen. Uraufführung war am 12. Juni 1936 im Gloria-Palast zu Berlin. Der Titel verweist auf den Begriff Allotria.

## Handlung
Bei „Allotria“ handelt es sich um eine temporeiche Liebeskomödie: Rennfahrer David und Plantagenbesitzer Philipp sind Freunde, die beide einmal eine Affäre mit der verführerischen Aimée hatten. David heiratet jedoch Gaby. Philipp hat sich während einer Schiffsreise in Viola verliebt, konnte sich aber doch nicht überwinden, sie um ihre Hand zu bitten. Bei David sieht er sie wieder und hält sie für Davids Frau, während sie in Wahrheit nur Gabys Freundin ist. Verschiedene Umstände bringen es mit sich, dass David, Gaby und Viola die Täuschung mitspielen und sich sogar Aimée, die einen angesagten Modesalon führt, darauf einlässt. Nach einem Karussell von Verwicklungen bringt Philipp, der das Spiel durchschaut hat, nach einem Flirt die betrunkene Gaby (aber wohlweislich schon mit Violas Gepäck) in Marseille an Bord eines Schiffs nach Java. David fährt ihnen mit Viola an Bord im Rennauto nach, gerät dabei in den Großen Preis von Monaco (von dem er nichts wusste, weil Gaby aus Angst um ihren Mann ihm die Einladung dazu unterschlagen hatte) und gewinnt ihn. Gerade noch rechtzeitig erreicht Viola das Schiff, fährt mit Philipp weg, während Gaby zu ihrem Mann eilt. Es gibt noch ein drittes glückliches Paar: Gabys verwitweter Vater wird Aimée heiraten.

## Kritiken
- Im Film-Kurier vom 13. Juni 1936 konnte man lesen: „Der Ruhm der Amerikaner, flotte, unbeschwerte, liebenswürdige Unterhaltungsfilme zu machen, ließ Willy Forst nicht länger ruhen. Nun hat er selber ein so loses Kind der heiteren Muse in die Welt gesetzt.“

- In der Berliner Morgenpost vom 14. Juni 1936 hieß es: „Man kann ganz eindeutig von dieser Verwechslungs-Komödie sagen, dass sie dem amerikanischen Lustspiel-Film durchaus ebenbürtig ist.“

- Heyne Filmlexikon (1996): „Die heiter-romantische Liebesgeschichte zweier Brautpaare, aus denen Eheleute werden. Eleganz und Stil zeichnen diese typische Willi-Forst-Komödie besonders aus.“

- Joseph Goebbels schrieb am 10. Juni 1936 hinsichtlich Allotria in sein Tagebuch: „Sehr flott und mit viel Tempo. Aber übertrieben an Effekten, und darum nicht ganz befriedigend. Weniger wäre mehr.“

- Evangelischer Filmbeobachter (Kritik Nr. 31/1952): „Ein verrücktes Verwechslungs- und Ehelustspiel in einem elegant inszenierten deutschen Film älteren Jahrgangs. Für Erwachsene eine vergnügliche Unterhaltung.“

## Musik
Hilde Hildebrand singt in dem Film das Lied „Komm', spiel' mit mir Blindekuh“ von Peter Kreuder und Hans Fritz Beckmann, das heute noch auf verschiedenen Oldiesamplern zu finden ist.